# Amazon Digital Game Store
Amazon Digital Game Store — это сервис дистрибуции цифровых видеоигр, принадлежащей международной электронной коммерческой компании Amazon.com.
Он был запущен 3 февраля 2009 года, имея 600+ игр доступных для загрузки на то время.
7 августа 2013 года он был запущен в Великобритании.
12 ноября 2013 года Amazon запустил цифровой магазин PlayStation.
Игроки могут покупать PS3, PS Vita и PS4 игры в Amazon и получать код для использования в сети PlayStation Network.
11 декабря 2013, цифровой магазин PlayStation также был запущен в Великобритании.